# Condado de Miami (Ohio)
El condado de Miami (en inglés: Miami County), fundado en 1820, es uno de 92 condados del estado estadounidense de Ohio. En el año 2000, el condado tenía una población de 98,868 habitantes y una densidad poblacional de 94 personas por km². La sede del condado es Troy. El condado recibe su nombre en honor a la tribu Miami. 

## Geografía
Según la Oficina del Censo, el condado tiene un área total de 1,060 km², de la cual 1,054 km² es tierra y 6 km² (0.53%) es agua.

### Condados adyacentes
- Condado de Shelby (norte)
- Condado de Champaign (noreste)
- Condado de Clark (sureste)
- Condado de Montgomery (sur)
- Condado de Darke (oeste)

## Demografía
Según la Oficina del Censo en 2000, los ingresos medios por hogar en el condado eran de $44,109, y los ingresos medios por familia eran $51,169. Los hombres tenían unos ingresos medios de $37,357 frente a los $25,493 para las mujeres. La renta per cápita para el condado era de $21,669. Alrededor del 6.70% de la población estaban por debajo del umbral de pobreza.

## Municipalidades

### Ciudades
| - Clayton (parte) - Huber Heights (parte) - Piqua | - Tipp City - Troy - Union (parte) |

### Villas
| - Bradford (parte) - Casstown - Covington | - Fletcher - Laura - Ludlow Falls | - Pleasant Hill - Potsdam - West Milton |

### Áreas no incorporadas
- Brandt
- Conover
- Phoneton
- West Charleston

### Municipios
El condado de Miami está dividido en 12 municipios:
| - Bethel - Brown - Concord - Elizabeth - Lost Creek - Monroe | - Newberry - Newton - Spring Creek - Staunton - Union - Washington |